# Pierre Tamba
Pierre Biram Tamba (* 6. Februar 1957) ist gambischer Politiker und Diplomat. Er war Minister für Gemeinden und Landverwaltung (englisch Minister of Local Government and Lands) des westafrikanischen Staates Gambia.

## Leben
Tamba wuchs als Sohn von Pa Alphonse Tamba zusammen mit dem späteren Präsidenten Yahya Jammeh und Susan Waffa-Ogoo auf. Er besuchte 1971 bis 1973 die Gambia High School und war 1978 bis 1979 auf dem Laurinburg Institute (Vereinigte Staaten). Von 1984 bis 1994 besuchte er das Central Piedmont Community College in Charlotte (Vereinigte Staaten).
Nachdem Tamba in Banjul im öffentlichen Dienst beschäftigt war, arbeitete er 1979 in der Privatwirtschaft in den Vereinigten Staaten in Charlotte. 2006 kehrte er nach Gambia zurück und wurde Geschäftsleiter der KGI International KSMD. 2007 wurde Tamba als gambischer Botschafter in Kuba bestimmt.
Am 4. Februar 2010 wurde Tamba von Präsident Yahya Jammeh ins Kabinett als Minister für Gemeinden und Landverwaltung (englisch Minister of Local Government and Lands) berufen und damit Nachfolger von Ismaila Sambou. Am 10. Februar wurde er im Amt vereidigt. Sein Nachfolger im Ministeramt war Lamin Waa Juwara.